# الأنبا بيشوي (مطران دمياط وكفر الشيخ)
الأنبا بيشوي أو القمص توما السرياني، (توفي يوم 2 أكتوبر 2018 - بالقاهرة) مطران كرسي دمياط وكفر الشيخ ودير القديسة دميانة وسكرتير المجمع المقدس للكنيسة القبطية الأرثوذكسية. فهو مطران على أبرشية كبيرة وممتدة تشمل محافظتين، إلى جانب رئاسته دير القديسة دميانة للراهبات ببراري بلقاس، وكان أيضًا رئيس قسم اللاهوت بمعهد الدراسات القبطية، وممثل الكنيسة القبطية الأرثوذكسية في المجالس الكنسية العالمية والإقليمية والمحلية، والمطران المشارك في الحوارات اللاهوتية مع كنائس العالم، ومقرر لجنتي العلاقات المسكونية والقنوات الفضائية الكنسية بالمجمع المقدس للكنيسة القبطية.

## المولد و النشأة
ولد الأنبا بيشوي بمدينة المنصورة في 19 يوليو 1942 باسم مكرم إسكندر نقولا، وهو ينتمي لعائلة شهيد دمياط القديس سيدهم بشاي –بحسب الكنيسة-، وتخرج في كلية الهندسة بجامعة الإسكندرية وحصل على درجة الماجستير في الهندسة الميكانيكية عام 1968 والتحق بدير السريان في العام نفسه، ترهب في 16 فبراير 1969 باسم الراهب توما السرياني، واختاره البابا شنودة الثالث، أسقفًا لأبرشية دمياط وكفر الشيخ وتمت سيامته في 24 سبتمبر 1972 ونال رتبة مطران في 2 سبتمبر 1990، وخدم سكرتيرًا للمجمع المقدس لعدة سنوات، وترشح للكرسي البابوي بعد وفاة البابا شنودة إلا أنه تم استبعاده من قبل لجنة الترشيحات البابوية. توفي يوم الثلاثاء 2 أكتوبر 2018 بعد إصابته بأزمة قلبية، وأقيمت صلوات الجنازة عليه يوم الخميس التالي، بحضور 45 من مطارنة وأساقفة الكنيسة، في ظل غياب البابا تواضروس، الذي كان في زيارة رعوية بالولايات المتحدة الأمريكية.

## من مؤلفاته
كتب الأنبا بيشوي
- كتاب عن الأدفنتست السبتيين
- كتاب عن التكلم بإلسنة
- كتاب طبيعة المسيح عريس الكنيسة بالاشتراك مع الأنبا موسى
- كتاب خدمة الكهنوت
- كتاب عن الاتضاع سلاح الغلبة
- كتاب لماذا الصليب بالذات
- كتاب شخصية المسيح الفريدة
- كتاب المجيء الثاني من منظور روحي
- كتاب عقيدة الكفارة والفداء وإعلان محبة الله وعدله على الصليب، بالاشتراك مع الدكتور جوزيف موريس فلتس.

## وصلات خارجية
- (الوطن): وصول جثمان الأنبا بيشوي إلى دير البراري لإلقاء نظرة الوداع عليه
- الْمُوَقِّعُ الرّسمِيُّ لِنِيافَةِ الْحَبْرِ الْجَلِيلِ الأنبا بيشوي